# نورمان رايس
نورمان رايس (بالإنجليزية: Norm Rice)‏ هو سياسي أمريكي، ولد في 4 مايو 1943 في دنفر في الولايات المتحدة. حزبياً، نشط في الحزب الديمقراطي.